# Iberdrola

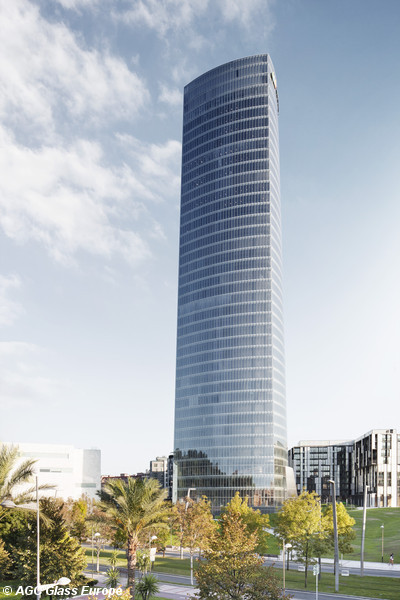
Torre Iberdrola, Bilbao

Iberdrola (iβerˈðɾola) – międzynarodowe przedsiębiorstwo energetyczne z siedzibą w Bilbao w Hiszpanii. Iberdrola zatrudnia około 41 000 pracowników i obsługuje około 34,3 miliona klientów (2023). Do spółek podległych należą Iberdrola España (Hiszpania), S.A.U., ScottishPower (Wielka Brytania), Avangrid (Stany Zjednoczone), Neoenergia, S.A. (Brazylia), Iberdrola Mexico, SA de CV (Meksyk), Iberdrola Energía Internacional, S.A.U (działalność międzynarodowa).
Iberdrola jest największym producentem energii wiatrowej i drugim na świecie przedsiębiorstwem energetycznym pod względem kapitalizacji rynkowej. Od 2023 r. firma dysponuje mocą 62 045 MW, z czego 41 246 MW pochodzi ze źródeł odnawialnych na całym świecie.

## Historia
Iberdrola została utworzona 1 stycznia 1992 roku w wyniku połączenia między Hidroeléctrica Espanola i Iberduero. Hidroeléctrica Espanola, znana również jako Hidrola rozpoczęła działalność w 1907 roku, podczas gdy Iberduero powstał w 1944 roku w wyniku połączenia między Hidroeléctrica Iberia (1901) i Saltos del Duero.
Geneza Iberdroli ma związek z hiszpańską industrializacją na początku XX wieku, kiedy Hidroeléctrica została utworzona na Półwyspie Iberyjskim. Według stanu na rok 2011 po zjednoczeniu ze Scottish Power i Energy East (obecnie przemianowana na Iberdrola USA), przedsiębiorstwo stało się dużą międzynarodową grupą.
Hiszpania ucierpiała z powodu izolacji na arenie międzynarodowej w latach 1940 i miała trudności w dostępie do technologii i materiałów, których ceny szybko rosły. Przyczyny te doprowadziły do połączenia Hidroeléctrica i Saltos del Duero w jedną spółkę zwaną Iberduero.
W 1940 roku grupa amerykańskich przedsiębiorców stworzyła Hartford City Light Company, która włączyła w swoje struktury firmę East Energy znajdującą się na wschodnim wybrzeżu Stanów Zjednoczonych a znacznie później przekształciła się w Iberdrolę USA. Tymczasem w Hiszpanii, miał miejsce podobny proces. W 1901 roku w Bilbao, grupa przedsiębiorców na czele z inżynierem Juana de Urrutia stworzyła Hidroeléctrica na Półwyspie Iberyjskim. W 1907 roku, akcjonariusze spółki Hidroeléctrica stworzyli Hidroeléctrica Espanola, aby zaopatrywać w energię Madryt i Walencję. Dziesięć lat później spółka Saltos del Duero została założona, otwierając w 1935 roku pierwszą w kraju elektrownię wodną zwaną Elektrownią Ricobayo. W 1955 roku w Szkocji powstała spółka the South of Scotland Electricity Board(SSEB), która zapoczątkowała drogę do stworzenia szkockiej firmy Scottish Power cztery dekady później, w 1990 roku. Dwa lata później, Hidroeléctrica Espanola i Iberduero połączyły się, tworząc Iberdrolę. W ostatnich latach XX wieku, Iberdrola rozpoczęła ekspansję w Ameryce Łacińskiej, głównie w Meksyku i Brazylii.
Ze Scottish Power i Iberdrola, które są europejskimi firmami, powstała nowa spółka o nazwie Energy East Corporation w 1998 w USA. W skład tej spółki weszły New York State Electric & Gas acquisition of Central Maine Power, Southern Connecticut Gas Company, Connecticut Natural Gas Company, Berkshire Gas Company and RGS Energy Group. W następstwie wizyty Jose Ignacio Sanchez Galan w 2001 roku Iberdrola zaczęła skupiać się na odnawialnych źródłach energii. W 2007 roku firma rozszerzyła swoją międzynarodową ekspansję, zwiększając swoją obecność w Wielkiej Brytanii i USA poprzez integrację z Scottish Power i Energy East. Iberdrola podejmowała wiele prób stworzenia fuzji i przejęcia innych firm.
W 2011 roku Iberdrola rozszerzyła swoją działalność na południowoamerykański sektor energetyczny poprzez przejęcie Elektro, firmy zajmującej się dystrybucją energii elektrycznej w Brazylii. Dwa lata później, w 2013 roku, firma zakończyła budowę elektrowni La Muela w Cortes de Pallás w Walencji, która dzięki mocy 848 MW jest jedną z największych elektrowni szczytowo-pompowych w Europie.
W 2015 firma zobowiązała się do zmniejszenia emisji CO
2 o 50% do 2030 roku, a pod koniec 2017 roku ogłosiła zamiar zamknięcia wszystkich swoich elektrowni węglowych na całym świecie. Iberdrola ogłosiła inwestycje na łączną kwotę 47 mld euro, z czego 17 mld euro w odnawialne źródła energii w celu zwiększenia mocy odnawialnych źródeł energii o 12 100 MW do 52 000 MW w 2025 roku (6300 MW energii z fotowoltaiki, 3100 MW energii z wiatru na lądzie, 1800 MW na morzu, 700 MW baterii i 200 MW energii wodnej). W maju Iberdrola rozszerzyła swoją obecność na rynku energii odnawialnej w Europie, przejmując Aalto Power, francuską firmę zajmującą się energią odnawialną, za 107 mln USD (100 mln EUR), w celu zwiększenia mocy odnawialnych we Francji i wsparcia swojej działalności w Europie. We wrześniu firma strategicznie weszła na azjatycki rynek energii odnawialnej, przejmując japońską Acacia Renewables, co miało na celu rozszerzenie jej rozwoju na polu energii odnawialnej w Japonii.
W latach 2020 i 2021 firma znalazła się wśród 10 najlepszych firm na świecie pod względem zatrudniania kobiet, według badania World’s Top Female Friendly Companies, a także w rankingu Dow Jones Sustainability Index (podczas jego 22 edycji).
W marcu 2021 roku Iberdrola nabyła trzy lądowe farmy wiatrowe w Polsce o łącznej mocy 163 megawatów (MW) w ramach umowy z CEE Equity Partner, rozszerzając swój portfel energii odnawialnej w tym kraju. Produkcja z tych obiektów jest w dużej mierze zabezpieczona 10-letnimi umowami zakupu energii (PPA). W czerwcu 2021 roku Iberdrola zwiększyła swoje moce w zakresie energii odnawialnej w Polsce, nabywając dodatkowe 50 MW, wzmacniając swoje inwestycje w krajowy sektor odnawialnych źródeł energii. Dzięki temu całkowita moc odnawialna spółki w Polsce wzrosła do 163 MW (ponad 15%) lądowej energii wiatrowej. Jednocześnie portfel morskich elektrowni wiatrowych Iberdroli w Polsce osiągnął 7,3 GW, dzięki nabyciu 70% udziałów w Sea Wind, będącej deweloperem w tym rejonie. W grudniu 2021 roku Iberdrola zawarła umowę z Vestas na dostawę i instalację 14 turbin wiatrowych V136, każda o mocy 3,6 MW, na farmie wiatrowej Korytnica II, położonej w województwie mazowieckim, na północny wschód od Warszawy.
W 2022 roku Iberdrola rozpoczęła budowę East Anglia Hub w Wielkiej Brytanii, największy globalny projekt morskiej energetyki wiatrowej, o łącznej mocy zainstalowanej 2900 MW i dostarczający czystą energię do około 2,7 miliona brytyjskich gospodarstw domowych.
W maju 2022 roku Iberdrola rozpoczęła budowę farmy wiatrowej Korytnica II, zwiększając swoje zaangażowanie w rozwój energii odnawialnej w Polsce. Wraz z tą instalacją moc lądowej energetyki wiatrowej Iberdroli w Polsce, uznawanej za jeden z rynków ekspansji grupy, wyniesie 163 MW. W lipcu 2022 roku Iberdrola osiągnęła wstępne porozumienie w sprawie nabycia 98 megawatów (MW) projektów wiatrowych i słonecznych w Polsce od Augusta Energy sp. z o.o., spółki zależnej Greenvolt V-ridium Power Group i zarządzającej aktywami KGAL.
W styczniu 2023 roku Iberdrola rozpoczęła włączanie farmy wiatrowej Korytnica II. Uruchomienie tego obiektu zwiększyło moc lądowej energetyki wiatrowej firmy w Polsce do 163 MW.
Latem 2023 roku firma nawiązała strategiczne partnerstwo z Masdar z siedzibą w Abu Zabi w celu wspólnego rozwoju morskiej farmy wiatrowej Baltic Eagle o mocy 476 MW, zlokalizowanej w niemieckiej części Morza Bałtyckiego.
W lipcu 2023 roku Iberdrola sfinalizowała przejęcie dwóch lądowych farm wiatrowych w Polsce od Greenvolt Power, części Greenvolt Group. Oczekuje się, że projekty o łącznej mocy 50 MW zostaną uruchomione w drugiej połowie roku. Wyprodukowana energia została zakontraktowana przez T-Mobile w ramach 15-letniej umowy indeksowanej inflacją. Farmy wiatrowe zostały zakupione od Augusta Energy, współwłaściciela Greenvolt Group i K-Gal.

### Prezesi spółki
Prezesi Hidroli
- José Luis de Oriol y Urigüen, prezes Hidroli (1907-1941)
- José María de Oriol y Urquijo, prezes Hidroli (1941-1985)
- Iñigo de Oriol Ybarra, prezes Hidroli (1985-1992)

Prezesi Iberduero
- Pedro de Careaga y Basabe, hrabia Cadagua, prezes Iberduero (1944-1977)
- Pedro de Areitio, prezes Iberduero (1977-1981)
- Manuel Gómez de Pablos, prezes Iberduero (1981-1992)

Prezesi Iberdroli
- Iñigo de Oriol Ybarra, prezes Iberdroli (1992-2005)[24]
- José Ignacio Sánchez Galán, prezes Iberdroli (2005-urzędujący)

## Kierunki działalności

### Energia odnawialna
Iberdrola zaczęła inwestować w odnawialne źródła energii ponad dwie dekady temu i jest firmą zaangażowaną w transformację energetyczną w kierunku gospodarki niskoemisyjnej, posiadając 41 250 MW z odnawialnych źródeł energii działających w 2023 roku i 7100 MW w budowie.
W latach 2023–2025 planuje zainwestować 47 mld euro, z czego 17 mld euro zostanie przeznaczone na odnawialne źródła energii, oraz zwiększyć moc odnawialnych źródeł energii o kolejne 12 100 MW do 52 000 MW do 2025 r. (6 300 MW energii z fotowoltaiki, 3100 MW energii z wiatru na lądzie, 1800 MW energii z wiatru na morzu, 700 MW baterii i 200 MW energii wodnej).
Iberdrola posiada instalacje odnawialne (lądowe i morskie elektrownie wiatrowe, fotowoltaiczne, wodne) na całym świecie, głównie w Europie, Ameryce Północnej i Ameryce Łacińskiej.
Firma ma w lądowej energetyce wiatrowej 20 000 MW zainstalowanej mocy i zainwestowane 30 000 milionów euro w morską energetykę wiatrową w ciągu ostatniej dekady, osiągając 1258 MW w eksploatacji. Ma również ponad 14 000 MW mocy zainstalowanej w energetyce wodnej i 4576 MW w energetyce fotowoltaicznej. Realizuje ponad 60 projektów rozwoju zielonego wodoru w ośmiu krajach.

### Energia odnawialna w Polsce
Iberdrola przedstawiła plan osiągnięcia 1000 MW operacyjnej mocy elektrowni wiatrowych i fotowoltaicznych w Polsce do 2030 roku.

### Wiatr na lądzie i morzu
Inicjatywa ta rozpoczęła się od nabycia w 2021 roku dwóch lądowych farm wiatrowych, Korytnica I (82.5 MW) i Zopowy (30 MW), które działają z łączną mocą 112,5 MW. W 2023 roku uruchamia swoją trzecią farmę wiatrową w Plsce Korytnica II (50,4 MW), osiągając lądową moc wiatrową 163 MW. Ostatnia z nich składa się z 14 turbin wiatrowych Vestas V126 o wysokości piasty 132 metrów i mocy jednostkowej 3,6 MW.
Spółka sfinalizowała zakup dwóch kolejnych lądowych farm wiatrowych od Greenvolt Group, Podlasek i Wólka Dobryńska, o łącznej mocy zainstalowanej 50 MW. Dzięki temu zakupowi moc elektrowni wiatrowych firmy wzrosła do 212,8 MW.
Iberdrola rozwija również projekty morskiej energetyki wiatrowej w kraju i uczestniczy w przetargu polskiego rządu na różne obszary Morza Bałtyckiego.

### Sieci
Dział Networks w Iberdroli, specjalizujący się w budowie, obsłudze i utrzymaniu różnych infrastruktur elektrycznych, nadzoruje ogromny system dystrybucji energii elektrycznej – jeden z największych na świecie – od 2023 roku, z 1,2 miliona kilometrów linii energetycznych, 4500 podstacji i 1,6 miliona transformatorów dystrybuujących energię elektryczną do ponad 34 milionów punktów na całym świecie. Firma Iberdrola, zaangażowana w tak istotne projekty, jak podmorski przesył energii między Szkocją a północno-wschodnią Anglią oraz 1700-kilometrowa linia energetyczna łącząca brazylijskie stany Minas Gerais i São Paulo (największy projekt sieciowy na świecie), jest również pionierem innowacji w zakresie inteligentnych sieci za pośrednictwem Global Smart Grids Innovation Hub, co potwierdza jej zaangażowanie w rozwój infrastruktury i technologii elektrycznej w skali globalnej.

## Główne podmioty stowarzyszone

### Iberdrola España
Iberdrola España, S.A.U., założona w 1989 roku z siedzibą w Bilbao w Hiszpanii, działa jako spółka zależna grupy Iberdrola w Hiszpanii. Działa za pośrednictwem swoich podmiotów stowarzyszonych, a mianowicie Iberdrola Energía Sostenible España, S.A.U., i-DE Redes Eléctricas Inteligentes, S.A.U. oraz Iberdrola Energía España, S.A.U., koncentrując się na zderegulowanej działalności w zakresie wytwarzania energii elektrycznej i sprzedaży detalicznej energii elektrycznej i gazu ziemnego w Hiszpanii.

### Scottish Power
ScottishPower, utworzona w 1990 roku i działająca jako operator sieci dystrybucyjnej dla różnych regionów w Wielkiej Brytanii, działa również jako właściciel sieci przesyłowej dla południowej Szkocji. Jest uznawany za czwartego co do wielkości dostawcę energii w Wielkiej Brytanii, obsługującego 3,6 miliona punktów zaopatrzenia i dystrybuującego 15 377 GWh energii w pierwszej połowie 2023 roku za pośrednictwem różnych spółek zależnych. Firma koncentruje się na energii wiatrowej, inteligentnych sieciach i odgrywa istotną rolę w różnych projektach inteligentnych sieci i pojazdów elektrycznych w Glasgow i Liverpoolu.

### Avangrid
Avangrid, włączona do grupy we wrześniu 2008 roku, przekształciła się w firmę Avangrid po połączeniu z UIL Holdings w 2015 roku i działa pod kontrolą Iberdroli. Avangrid, z siedzibą w Orange, CT i działający w 25 stanach, funkcjonuje poprzez dwie główne linie biznesowe: Avangrid Networks i Avangrid Renewables, łącznie obsługując 3,3 miliona klientów korzystających z energii elektrycznej i 930 000 klientów korzystających z gazu ziemnego. Firma jest znana ze swoich projektów infrastrukturalnych w Maine i Nowym Jorku, które obejmują znaczną modernizację sieci przesyłowej w Maine oraz różne projekty w nowojorskich lokalizacjach, takich jak Ithaca i Corning Valley.

### Neoenergia
Neoenergia, S.A., spółka zależna Grupy Iberdrola w Brazylii od 1997 roku, prowadzi działalność w zakresie dystrybucji, wytwarzania, energii odnawialnej, przesyłu i sprzedaży detalicznej energii elektrycznej w Brazylii. Neoenergia, notowana na brazylijskiej giełdzie papierów wartościowych, zarządza 13,9 milionami punktów zasilania na obszarze koncesyjnym o powierzchni około 840 000 km², rozmieszczonych w 18 stanach.

### Iberdrola México
Iberdrola México, S.A. de C.V., założona w 2000 roku jako spółka zależna w Meksyku, działa poprzez dwie główne jednostki biznesowe: Iberdrola Generación México, S.A. de C.V. i Iberdrola Renovables México, S.A. de C.V. Podmiotowi temu powierzono planowanie i realizację strategii Grupy w Meksyku, oferując usługi w zakresie energii elektrycznej i gazu licznej grupie klientów w wielu stanach.

### Iberdrola Energía Internacional
Iberdrola Energía Internacional, S.A.U. działa poza Hiszpania, Wielka Brytania, Stanami Zjednoczonymi Ameryki, Brazylia i Meksykiem, koncentrując się na wytwarzaniu, przesyle i dystrybucji energii elektrycznej, a także oferując różne usługi energetyczne. Spółka zależna utrzymuje wieloaspektowy paradygmat operacyjny, rozszerzając swoje usługi i narzędzia na kilka rynków międzynarodowych.

## Aktywa na świecie
Iberdrola obsługuje liczne obiekty energetyczne na całym świecie, kładąc duży nacisk na zieloną energię, szczególnie w dziedzinie energii wiatrowej i wodnej. Kilka z ich znanych elektrowni i instalacji odnawialnych obejmuje:
- Morska farma wiatrowa Wikinger, Niemcy: położona na Morzu Bałtyckim morska farma wiatrowa Wikinger, z 70 turbinami, ma zdolność generowania do 350 MW, podkreślając zaangażowanie Iberdroli w zieloną energię[37].
- Farma wiatrowa Whitelee, Szkocja: uznawana za największą lądową farmę wiatrową w Wielkiej Brytanii, Whitelee może produkować 539 MW mocy[38].
- Morska farma wiatrowa East Anglia One, Wielka Brytania: położona u wybrzeży Suffolk, East Anglia One jest jedną z najbardziej rozległych farm wiatrowych na świecie, posiadającą moc około 714 MW.[39]
- Kompleks hydroelektryczny Tâmega, Portugalia: składający się z trzech elektrowni, to rozległe przedsięwzięcie hydroelektryczne po ukończeniu ma mieć łączną moc przekraczającą 1158 MW.[40]
- Elektrownia wodna Rocha Candeias, Brazylia: elektrownia ta odgrywa kluczową rolę w działalności hydroelektrycznej firmy Iberdrola w Ameryce Południowej.
- Elektrownia wodna Baixo Iguaçu, Brazylia: ten obiekt hydroelektryczny o mocy 350 MW jest kolejną istotną częścią działalności firmy w Brazylii[41].
- Farma wiatrowa Cenace, Meksyk: Ta farma wiatrowa, będąca elementem kompleksowej działalności Iberdroli w Meksyku, ma moc przekraczającą 100 MW.[42]
- Zielona fabryka wodoru w Puertollano, Hiszpania: integracja elektrowni słonecznej o mocy 100 MW i jednostki elektrolizy o mocy 20 MW, zmniejszenie emisji o 48 000 t CO2/rok oraz współpraca z różnymi podmiotami w Hiszpanii w celu zbadania potencjalnych postępów w zakresie ekologicznego wodoru, amoniaku i metanolu w ramach trwających projektów[43].
- Elektrownia słoneczna Francisco Pizarro (Hiszpania): zlokalizowana w prowincji Cáceres, w Estremadurze. Z zainstalowaną mocą 553 MW, dostarcza czystą energię do 334 400 domów, unikając emisji 150 000 ton CO2 rocznie. Jest to największa elektrownia fotowoltaiczna w Europie i największa elektrownia Iberdrola na świecie, przewyższająca elektrownię Núñez de Balboa (500 MW), również w Hiszpanii[44].

## Działalność publiczna

### Sponsoring sportowy
Iberdrola jest zagorzałym propagatorem sportu, szczególnie w zakresie równouprawnienia i sportu kobiet, poprzez różnorodny sponsoring i programy partnerskie zarówno w Hiszpanii, jak i na arenie międzynarodowej. Firma jest zaangażowana od ponad dwóch dekad w hiszpańskie komitety olimpijskie i paraolimpijskie, a także w liczne federacje sportowe. Firma podkreśliła swoje zaangażowanie, angażując się w programy wsparcia finansowego i szkoleniowego, takie jak plan Paralympic Objective Sport Support (ADOP).
Szeroki zasięg ich działalności obejmuje 32 federacje narodowe w różnych dyscyplinach sportowych i ponad 100 zawodów, w tym znaczące ligi i wydarzenia objęte prawami do nazwy Iberdrola. Najważniejszy moment miał miejsce w latach 2009–2010, kiedy jako główny sponsor reprezentacji Hiszpanii w piłce nożnej, drużyna zdobyła Puchar Świata w 2010 roku.
Ponadto, demonstrując swoje zaangażowanie w promowanie sportu kobiet, Iberdrola jest znaczącym promotorem kobiecej piłki nożnej w Hiszpanii od 2016 roku i była świadkiem zdobycia przez hiszpańską reprezentację kobiet mistrzostwa świata w 2023 roku. Rozszerzając swoje wsparcie na cały świat, Iberdrola, poprzez spółki zależne Neoenergia i ScottishPower, stała się również kluczowym sponsorem kobiecej piłki nożnej w Brazylii i Szkocji.

### Program wolontariatu korporacyjnego
Zainaugurowany w 2006 roku program wolontariatu korporacyjnego firmy Iberdrola ma na celu wspieranie społeczności i ochrony środowiska poprzez zachęcanie pracowników do angażowania się w różne projekty społeczne na całym świecie. Inicjatywa koncentruje się na ułatwianiu integracji grup w trudnej sytuacji, poprawie stanu środowiska i promowaniu zrównoważonego rozwoju. W 2022 r. w programie wzięło udział ponad 16 800 wolontariuszy, wpływając na ponad pół miliona osób poprzez różnorodne projekty, które miały na celu osiągnięcie zróżnicowanych celów, od zwiększenia szans na zatrudnienie i szkolenia różnych zmarginalizowanych grup po zachęcanie kobiet do powrotu na rynek pracy i promowanie edukacji informatycznej wśród nastolatków znajdujących się w trudnej sytuacji.

### Iberdrola with Refugees
Dzięki inicjatywie wolontariatu Iberdrola with Refugees założonej w 2015 roku, firma pomogła tysiącom uchodźców z Syria, Palestyny, Afganistanu i Mali w adaptacji, integracji i poprawie ich autonomii.

### Volunteers for Ukraine
W ramach programu podjęto szybką reakcję na rosyjską inwazję na Ukrainę w 2022 roku, inicjując program Volunteers for Ukraine. Angażując 12 000 osób, inicjatywa ta miała na celu zaoferowanie różnorodnej pomocy, począwszy od zapewnienia podstawowych rzeczy, takich jak schronienie i żywność, po wysłanie ośmiu ton pomocy humanitarnej na Ukrainę i ułatwienie zbiórki pieniędzy dla Wysoki komisarz Narodów Zjednoczonych do spraw uchodźców (UNHCR). We współpracy z Czerwonym Krzyżem firma zareagowała podobnie w Hiszpanii, zapewniając przez pięć miesięcy dostawy gazu i energii dla klientów znajdujących się w trudnej sytuacji, a także oferując elastyczność płatności w trudnych czasach.

### Spotkanie Europejskiego Okrągłego Stołu ds. Przemysłu
Podczas spotkania w Paryżu w 2022 roku Ignacio Galán, prezes Iberdroli, wraz z przywódcami Europejskiego Okrągłego Stołu ds. Przemysłu (ERT) i przedstawicielami krajów europejskich, omówił konflikt rosyjsko-ukraiński i zbadał możliwości utrzymania pokoju w Europie. Spotkanie to podkreśliło zaangażowanie Iberdroli w sprawy globalne i podkreśliło jej zaangażowanie w sprawy społeczne i humanitarne w obliczu globalnych kryzysów.